# 赤松眉公
赤松 眉公（あかまつ びこう、 宝暦7年（1757年?） – 文化5年（1808年?））は、江戸時代中期の日本の篆刻家である（生没年は不確かで生年・没年ともにそれ以前であったかもしれない）。
名は龐、字は眉公・麋公、 号に亀園・魚石、斎室名に清虚閣がある。水野尾正珉と通称される。浪華の人。

## 略伝
詩文と書を能くした。とりわけ篆刻に巧みで高芙蓉や葛子琴と並ぶ程の技量だったが知る人は少なかった。性格は無口で人と広く交わることを好まなかった。最初は医師として浪華（大阪南堀江三丁目）に住んだが、後に奈良に移った。貧窮したが意に介さず釣りをなにより好み、魚石子と自ら称した。印譜に『魚石印譜』がある。また没後、友人の越智子方の子である越智士礼が印箋を集めて『眉公印譜』三巻をつくった。享年52。